# Vojaško letalo
Vojaško letalo je letalo, ki je oboroženo in/ali uporabljeno v vojaške, bojne namene.
Vojaška letala se delijo na:
- šolska vojaška letala,
- lovska letala oziroma lovce
- lovce prestreznike,
- jurišnike,
- lovske bombnike,
- bombnike,
- palubna letala,
- mornariško patruljno letalo,
- taktična transportna letala,
leteče tankerje
- letala za zgodnje opozarjanje,
- vohunska letala,
- laserske prestreznike,
- vojaška brezpilotna letala.

Klasificiranje sodobnih vojaških letal je težavno, saj obstaja več različic istega modela letala (npr. model MiG-21 ima 15 sovjetskih in 7 tujih različic), ki lahko opravljajo različne naloge (npr. MiG-21 je lahko lovec, šolsko vojaško letalo ali pa lovski bombnik). V oboroženih silah ZDA je tako v veljavi sistem poimenovanja, po katerem imajo vsa vojaška letala izdelana v ZDA in njihove različice enotno oznako glede na namen.